# Чусок
„Чусок“ (Хангъл: 추석 Ханча: 秋夕), първоначално познат като хангауи е важен фестивал на жътвата и три-дневна почивка в Корея отбелязвана всеки петнайсети ден от осмия месец на Лунния календар по време на пълнолуние. Както повече фестивали на жътвата се празнува по време на есенно равноденствие. 
Като отбелязване на добрата жътва, корейците посещават градовете на предците си и споделят традиционна корейска храна като сонгпьон и различни видове оризови вина.

## Произход
Според общоприето схващане, Чусок произлиза от габе (за първи път габе се отбелязва при третия крал на царството Шила, Юри, който царувал от 24 до 57 г.). По време на габе, който траел месец, два отбора се състезавали кой ще изтъче повече дрехи като загубилия организирал фест на победителя. Смята се, че по времето на този празник Шила е спечелила велика победа срещу кралството Пекче (населявало също Корейския полуостров). В деня на победата освен тъкачните състезания се организирали и други като стрелба с лък и бойни изкуства.
Някои други учени смятат, че „Чусок“ произлиза от древния шамански празник за прибиране на реколтата. Новите реколти се предлагали на местните божества и предци, което може да значи, че празника произлиза от древен поклонически ритуал.

## Обичаи
В Южна Корея по време на Чусок голяма част от население пътува от големите градове към родните си, за да покаже уважение към духа на предците си. Изпълняват ритуалите към предците ранно сутринта, след което посещават гробовете на техните преки прародители, за да посядат растения и им оставят храни и напитки и жътвени култури. Жътвени култури за начин за благословия на предците. Чусок най-често се превежда на английски като Деня на благодарността (Korean Thanksgiving).

## Празника в Северна Корея
След като Чусок е традиционен празник за корейците много преди разделянето на полуострона на две на политическата карта на света, населението на Северна Корея също празнува. Въпреки това, идеологията, по която вървят двете страни оказва влияние. След разделянето, Южна Корея възприема западната култура, което оказва влиянието да се празнува събирайки се със семейството. Днес празника в Северна Корея е по-различен от оригиналния, всъщност до средата на 1980 година, Чусок и повечето традиционни празници не се празнуват. 
Повечето севернокорейци нямат семейни срещи по време на празника. Повечето, особено в работническата класа се опитват да посетят гробовете на близките си, но социалните и икономическите проблеми в страна не позволяват. В конкретност, изключително слабата инфраструктура, особено обществения транспорт прави посещението на гробовете почти невъзможно. По-заможните класи в Северна Корея празнуват както искат, пътувайки без проблем. 